# Eois naias
Eois naias là một loài bướm đêm trong họ Geometridae.